# Rebbelroth
Rebbelroth ist ein Ortsteil der Stadt Gummersbach im Oberbergischen Kreis im südlichen Nordrhein-Westfalen.

## Lage
Rebbelroth liegt an der Bundesstraße 55 zwischen Niederseßmar und Derschlag und ist ca. 4,8 km von der Stadtmitte entfernt.

## Geschichte
Im Jahr 1447 wurde der Ort das erste Mal urkundlich in den Rechnungen des sayn-homburgischen Rentmeisters Johann van Flamersfelt als „Reblegerode“ erwähnt.
Das Dorf Rebbelroth gehörte bis 1806 zur Reichsherrschaft Gimborn-Neustadt. Nach seiner Zugehörigkeit zum Großherzogtum Berg (1806–1813) und einer provisorischen Übergangsverwaltung kam die Region aufgrund der auf dem Wiener Kongress getroffenen Vereinbarungen 1815 zum Königreich Preußen. Unter der preußischen Verwaltung gehörte der Ort zunächst zum Kreis Gimborn (1816–1825) und danach zum Kreis Gummersbach in der Rheinprovinz. Im Jahr 1843 hatte das Dorf 257 Einwohner, die alle evangelisch waren, und 47 Häuser; im Ort gab es eine Schule.

## Verkehr
Durch Rebbelroth verläuft die Bundesstraße 55, die in diesem Abschnitt mit der Bundesstraße 256 vereinigt ist. Auf dieser Straße (Kölner Straße) verkehrt die Buslinie 301 Gummersbach – Bergneustadt – Olpe der OVAG. (Haltestellen: Rebbelroth, Autohaus Ley) Sie ersetzt die einst hier verlaufende Bahnstrecke Siegburg–Olpe, deren Personenzüge allerdings nur bis 1921 in Rebbelroth hielten, da von der seit den 1950ern ebenfalls stillgelegten Straßenbahn (Gummersbacher Kleinbahnen) eine bessere Bedienung erfolgte. Der Grund dafür war vor allem, dass der Haltepunkt relativ außerhalb lag und nur für die Arbeiter einer einzigen Firma wirklich praktisch war. Dagegen verkehrte die Straßenbahn auf der alten Trasse der Strecke mitten durch den Ort. Das Haltepunktgebäude der Staatsbahn steht heute noch und ist in Privatbesitz.

## Freizeit

### Vereinswesen
- Gemeinnütziger Verein „Nachbarschaft“ e. V. Rebbelroth
- TV Rebbelroth
- Mehrzweckhalle Rebbelroth
- Freiwillige Feuerwehr Gummersbach – Löschgruppe Rebbelroth

### Wandern und Radwege
Folgende Wanderwege werden vom Wanderparkplatz Rebbelroth vom Sauerländischen Gebirgsverein angeboten:
- A1 (5,8 km)
- A2 (4,8 km)